# Route nationale 52 (Italie)
Pour les articles homonymes, voir Route nationale 52.
La route nationale 52 (en italien strada statale 52 Carnica ou SS52) est une route nationale italienne dont le parcours traverse les provinces d'Udine, de Belluno et la province autonome de Bolzano. Elle part de Carnia, frazione de Venzone, dans la province d'Udine et se termine à San Candido dans la province de Bolzano. Elle constitue une des principales voies d'accès au Comelico, étant reliée à la SS51 di Alemagna via la ramification SS51 bis.